# 2022年堪薩斯州州務卿選舉
2022年堪薩斯州州務卿選舉將於2022年11月8日舉行，選舉堪薩斯州州務卿。現任共和黨州務卿斯科特·施瓦布競選連任。